# Roberto Urdaneta Arbeláez
Roberto Urdaneta Arbeláez (Bogotá, 27 de junho de 1890 - Bogotá, 20 de agosto de 1972) foi um advogado, diplomata, estadista e político colombiano, tendo sido presidente interino da Colômbia de 1951 a 1953, após o infarto sofrido por Laureano Gómez Castro.